# Touyre
Der Touyre ist ein Fluss in Frankreich, der im Département Ariège, in der Region Okzitanien verläuft. Er entspringt in den Pyrenäen, unterhalb des Col der Girabal, nahe dem Gipfel Pic de Saint-Barthélemy (2348 m), im Gemeindegebiet von Montferrier, entwässert generell nach Nordost, umläuft westlich den Lac de Montbel und mündet nach rund 39 Kilometern im Gemeindegebiet von Lagarde als linker Nebenfluss in den Hers-Vif.

## Orte am Fluss
- Montferrier
- Villeneuve-d’Olmes
- Lavelanet
- Dreuilhe
- Laroque-d’Olmes
- Léran